# IC 2141
IC 2141 bezeichnet im Index-Katalog drei scheinbar dicht beieinander liegende Sterne im Sternbild Pictor. Der Katalogeintrag geht auf eine Beobachtung des Astronomen Robert Innes von 1898 zurück.